# N-アセチルムラミン酸
N-アセチルムラミン酸（N-Acetylmuramic acid、MurNAc、NAM）は、N-アセチルグルコサミンから誘導された単糖である。

## 存在
この物質は、細菌の細胞壁の生体高分子の一部で、N-アセチルグルコサミンとN-アセチルムラミン酸の交互ユニットで作られており、N-アセチルムラミン酸の乳酸残基でオリゴペプチドとクロスリンクする。この層をなしている構造はペプチドグリカンと呼ばれる。

## 画像
|  |  |